# Mikel San José
Mikel San José Domínguez (* 30. května 1989, Pamplona, Španělsko) je bývalý španělský fotbalový obránce.

## Reprezentační kariéra

### Mládežnické reprezentace
Mikel San José působil v mládežnických reprezentacích Španělska. 

S týmem do 19 let vyhrál Mistrovství Evropy U19 2007 v Rakousku.
S týmem do 21 let vyhrál roku 2011 Mistrovství Evropy U21 v Dánsku, kde Španělé zvítězili ve finále nad Švýcarskem 2:0.

### A-mužstvo
V A-mužstvu Španělska přezdívaném La Furia Roja debutoval 4. 9. 2014 v přátelském zápase proti domácí reprezentaci Francie (prohra 0:1).
Trenér Vicente del Bosque jej nominoval na EURO 2016 ve Francii, kde byli Španělé vyřazeni v osmifinále Itálií po porážce 0:2. Mikel San José nenastoupil v žádném utkání svého mužstva na šampionátu.